# Santibáñez de Montes
Santibáñez de Montes es una localidad del municipio de Torre del Bierzo, en la comarca de El Bierzo, provincia de León, Castilla y León, España.

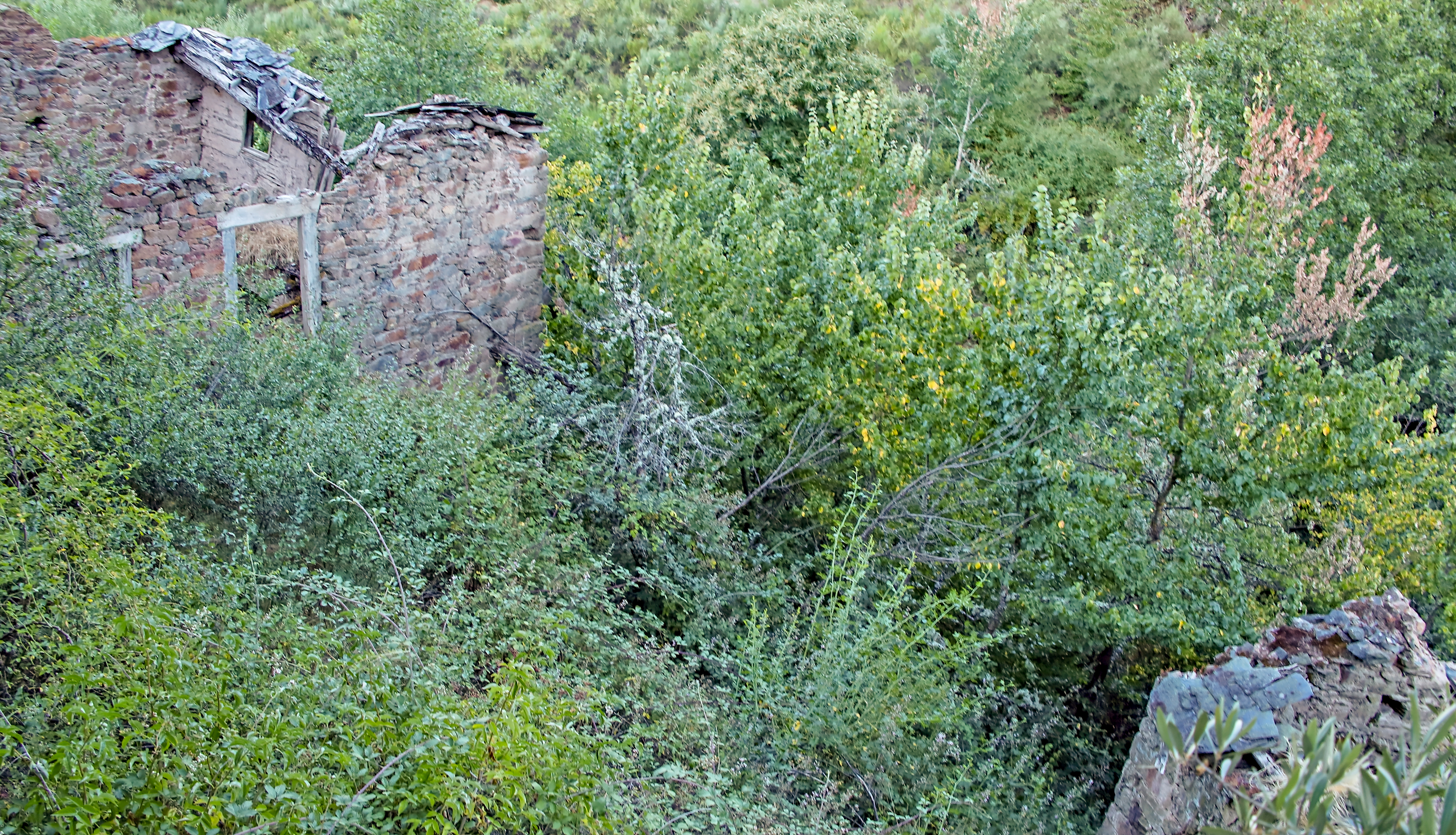
Antiguo barrio

## Localidades limítrofes
Confina con las siguientes localidades:
- Al norte con Montealegre.
- Al noreste con Ucedo.
- Al este con Veldedo.
- Al sureste con Viforcos y Argañoso.
- Al sur con La Maluenga.
- Al suroeste con Fonfría.
- Al oeste con San Facundo.
- Al noroeste con Santa Cruz de Montes.

## Demografía
Después de estar deshabitado por más de cuarenta años el Boletín Oficial de Castilla y León anunció la supresión de la entidad a partir de abril de 2010 debido a que no existían vecinos empadronados y había una ausencia reiterada de órganos de gobierno.

## Historia
Así se describe a Santibáñez de Montes en el tomo VI del Diccionario geográfico-estadístico-histórico de España y sus posesiones de Ultramar, obra impulsada por Pascual Madoz a mediados del siglo XIX:

Localidad en la provincia de León, partido judicial de Ponferrada, diócesis de Astorga, audiencia territorial y capitanía general de Valladolid, ayuntamiento de Albares de la Ribera. Situado en terreno llano a 400 varas del camino que se dirige de Astorga a León; su clima es bastante sano. Tiene 24 casas, Iglesia parroquial de San Juan Evangelista, anejo de Santa Cruz de Montes, y buenas aguas potables. Confina con su matriz (Santa Cruz de Montes) y Poibueno. El terreno es montuoso en su mayor parte. Los caminos son locales. Recibe la correspondencia de la cabeza de partido (Ponferrada). Produce granos, legumbres, lino y pastos para el ganado que cría. Población: 25 vecinos, 102 almas. Contribuye con el ayuntamiento.
Diccionario geográfico-estadístico-histórico de España y sus posesiones de Ultramar